# Собрание ахейцев
«Собрание ахейцев» — трагедия древнегреческого драматурга Софокла (V век до н. э.) на тему мифов о Троянской войне. Её текст утрачен за исключением ряда небольших отрывков (фрг. 142—148 Radt).
В сохранившихся источниках нет никаких данных о пьесе и её сюжете. В одном из уцелевших отрывков упоминается «Нестерова лысая глава», в другом говорится о проверке по списку людей, принёсших какую-то клятву. Если речь о клятве женихов Елены, то действие пьесы должно было происходить в Авлиде: там ахейцы собрались для похода на Трою.